# Gramont, Tarn-et-Garonne

Gramont este o comună în departamentul Tarn-et-Garonne din sudul Franței. În 2009 avea o populație de 153 de locuitori.

## Evoluția populației
| An        | 1975 | 1982 | 1990 | 1999 | 2006 | 2009 |
| --------- | ---- | ---- | ---- | ---- | ---- | ---- |
| Populație | 183  | 170  | 143  | 148  | 157  | 153  |